# MORNING JACK
MORNING JACK（モーニング ジャック）は、ZIP-FMで放送されていた生放送のラジオ番組である。2004年4月1日放送開始、2009年3月31日放送終了。

## 番組概要
平日朝の情報番組として、ニュース、気象情報、東海地方の主要道路の交通情報など朝に必要な情報と音楽を交えながら進行していた。
7:45～8:15の『TOYOTA WORLD WIDERS』（トヨタワールドワイダーズ）のコーナーでは、あるトピックに関係のある日本国内外の専門家などに電話をかけ、事情を尋ねる。
9:00～9:30の『MEITETSU THE NO.1 HITS』（名鉄ザ・ナンバーワン・ヒッツ）では、あらゆる話題についてのナンバー1を伝える。

## 放送時間
- 毎週月曜日～木曜日 6:00～10:00 (JST)

## 放送日の変遷
- 2004年4月1日～2005年3月31日: 月曜日～金曜日
- 2005年4月4日～2009年3月31日: 月曜日～木曜日

## ミュージックナビゲーター

### 2004年4月～2005年3月
- 月曜日～木曜日 - 落合健太郎
- 金曜日 - 都竹悦子

### 2005年4月～2009年3月
- 月曜日～木曜日 - 落合健太郎